# Dominion: Tank Police
Dominion: Tank Police (яп. ドミニオン Доминион) — манга Масамунэ Сиро, позже экранизированная в виде двух аниме-сериалов (в формате OVA): «Dominion Tank Police» (1988, режиссёры Такааки Исияма и Коити Масимо) и «New Dominion Tank Police» (1993, режиссёр Нобору Фурусэ).

## Сюжет
Действие разворачивается в вымышленном японском городе Ньюпорт, в будущем, когда сильнейшее бактериологическое заражение воздуха вынудило жителей постоянно носить противогазы. Сюжет посвящён полицейскому отряду, использующему танки.

## Персонажи
- Леона Одзаки
- Алкуад Солте
- Чарльз Брентен